# Вокална музика
Вокална музика је врста пјевања коју изводе један или више пјевача, или уз инструменталну пратњу или без инструментална пратње (a cappella), у којој пјевање даје главни фокус дјела. Музика која користе пјевање, али оно није истакнуто, уопштено се сматрала инструменталном музиком (нпр. женски нијеми хор у завршном ставу Холстовог симфонијског дјела Планете), као и музика без пјевања. Музика без икакве невокалне инструменталне пратње назива се a cappella.
Вокална музика обично садржи пјеване ријечи које се називају текстови, мада постоје значајни примјери вокалне музике која се изводи коришћењем нејезичких слогова, звукова или шумова, понекад као музичка ономатопеја, као што је пјевање џез скета. Кратак вокални музички комад са текстом је широко познат као пјесма, иако се у различитим стиловима музике може назвати арија или химна.
Вокална музика често има низ непрекидних тонова који се подижу и спуштају, стварајући мелодију, али неки вокални стилови користе мање различите тонове, као што су појање или ритмично извођење говора, као што је реповање. Такође, постоје и проширене вокалне технике које се могу користити, као што су вриштање, режање, грлено пјевање или јодловање. Вокална музика је вјероватно најстарији облик музике, јер за њу није потребан никакав инструмен осим људског гласа. Све музичке културе имају неке варијације вокалне музике.